# Dániel Buday
Dániel Buday [ˈdaːni.ɛl ˈbudɒ.i] (* 5. Januar 1981 in Hódmezővásárhely, Ungarn) ist ein ehemaliger ungarischer Handballspieler, der für die ungarische Nationalmannschaft auflief. Er wurde meistens auf Rückraum Mitte eingesetzt. Mittlerweile ist er als Handballtrainer tätig.
Schon mit 14 Jahren kam Dániel Buday ins Jugendinternat von Pick Szeged, des Vereins, bei dem auch schon sein Vater Ferenc Buday aktiv gewesen war. Dort spielte Dániel Buday bereits mit späteren Nationalmannschaftskollegen wie László Nagy zusammen. 1997 wurde er von Szeged für zwei Jahre an Tisza Volán SC ausgeliehen, wo er mit 16 Jahren in der ersten ungarischen Liga debütierte. 1999 kehrte er zurück zu Pick Szeged. Dort entwickelte er sich zum Stammspieler, Publikumsliebling und Nationalspieler, so dass er 2003 vom Serienmeister MKB Veszprém unter Vertrag genommen wurde. Mit den Männern vom Balaton gewann er 2004, 2005 und 2006 die ungarische Meisterschaft sowie 2004 und 2005 den ungarischen Pokal.
Inzwischen hatten sich mehrere internationale Topclubs bei Buday gemeldet. Ende 2006 war zunächst von einem Wechsel im Sommer zum VfL Gummersbach die Rede, doch er unterschrieb noch im Januar 2007 einen Vertrag bei den Rhein-Neckar Löwen. Dort verpasste er aufgrund von Verletzungen große Teile der Spielzeiten 2006/07 und 2007/08; außerdem wurde er hinter Oleg Velyky und später Grzegorz Tkaczyk nur sporadisch eingesetzt. Ab dem Sommer 2008 wurde er deshalb für ein Jahr an den Schweizer Topclub Kadetten Schaffhausen ausgeliehen, um Spielpraxis zu sammeln. Im Sommer 2009 gaben die Rhein-Neckar Löwen bekannt, dass Buday nicht mehr zurückkehren wird und der bis 2010 laufende Vertrag aufgelöst wird. Nachdem Buday in der Saison 2009/10 für Csurgói KK gespielt hatte, wechselte er zu Ferencváros. Im Sommer 2011 kehrte er zu Pick Szeged zurück. Nach der Saison 2012/13 wechselte er zu Orosházi FKSE. Dort beendete Buday 2016 seine Karriere und gab zwei Jahre später sein Comeback bei Hatvani KSZSE. Zusätzlich trainierte er ab 2016 die Männermannschaft von Mezőkövesdi KC. Zur Saison 2020/21 übernahm er die Frauenmannschaft von Budaörs Handball.
Dániel Buday bestritt 93 Länderspiele für die ungarische Nationalmannschaft. Mit Ungarn wurde er bei der Weltmeisterschaft 2003 Sechster und bei der Europameisterschaft 2004 Neunter. An den Olympischen Spielen 2004 in Athen und an der Weltmeisterschaft 2007 in Deutschland nahm er aufgrund von Verletzungen nicht teil.